# David Reimer
David Reimer, född 22 augusti 1965, död 5 maj 2004, var en kanadensisk man som föddes som en vanlig, frisk pojke, men genomgick en könsbytesoperation som spädbarn då hans penis förstörts efter en misslyckad omskärelse. Reimer uppfostrades som flicka, och fallet övervakades av psykologen John Money som rapporterade det som lyckat. Money använde resultaten som bevis för att könsidentitet i första hand är inlärd. Sexologen Milton Diamond rapporterade senare att Reimer slutat identifiera sig som flicka mellan 9 och 11 års ålder  och att han vid 15 års ålder börjat leva som man. Reimer gick senare ut offentligt med sin berättelse för att förhindra att liknande medicinsk behandling skulle betraktas som praxis. År 2004 begick Reimer självmord på grund av svår depression samt ekonomiska och äktenskapliga problem.

## Barndom

### Den första operationen
David Reimer föddes som en vanlig pojke, en av två enäggstvillingar, i staden Winnipeg i Manitoba. Han blev döpt till Bruce och hans bror till Brian. Vid sex månaders ålder fick bröderna diagnosen fimosis och blev remitterade för omskärelse då de var åtta månader gamla. Operationen av Bruce (som senare skulle ta namnet David), som genomfördes 27 april 1966 av Jean-Marie Huot som kirurg, misslyckades och hans penis förstördes. Operationen av tvillingbrodern Brian ställdes då in.

### John Money
Föräldrarna var oroliga hur Bruce skulle uppleva sitt liv som vuxen utan en fungerande penis, och tog med honom till Johns Hopkins Hospital i Baltimore för att träffa psykologen John Money.
John Money höll vid denna tidpunkt på att bygga upp ett rykte som en pionjär inom området könsidentitet. Money framhöll då teorin om att könsidentiteten vid dessa åldrar var formbar och utvecklades primärt som ett resultat av externa faktorer. Han, tillsammans med andra, ansåg att en fungerande penis inte kunde återskapas, men att en fungerande vagina skulle kunna skapas. Han var även av den åsikten att Bruce skulle leva ett lyckligare liv som vuxen med en vagina och uppfostrad som flicka.
Han övertygade Bruces föräldrar att det skulle vara för pojkens bästa att ett könsbyte skulle ske. 22 månader gammal bytte så Bruce kön och fick namnet Brenda.

### John/Joan-fallet
En optimal situation hade nu uppstått för att undersöka miljöns effekt på könsidentiteten. Bruce/Brenda hade en tvillingbror, Brian, som möjliggjorde en optimal kontroll då han inte bara hade samma gener som sin bror, utan även växte upp i samma familj och under samma förhållanden. Under flera år rapporterade John Money om Brendas uppväxt under namnet "John/Joan-fallet".  Till en början rapporterade han om en till synes normal uppväxt till flicka.
Brenda hade dock upplevt terapisessionerna som hon fick som traumatiska snarare än terapeutiska. Senare kom det fram att Money utnyttjat både Brenda och dennes tvillingbror sexuellt under de terapisessioner som de hade utan föräldrarnas uppsikt. Hans familj slutade snart att ta henne till sjukhuset pga tvillingbröderna vägrade åka. Vid samma tidpunkt slutade John Money att rapportera om fallet.

### Könsbyte igen
Trots John Moneys till en början positiva rapporter om Brendas uppväxt kände Brenda sig inte som en flicka. Varken hormonbehandlingar eller klänningar fick honom att känna sig som en flicka. Han ville t.ex. alltid stå upp och kissa och blev mobbad i skolan pga sitt ruffiga och pojkflickiga sätt. I tonåren började han identifiera sig som sitt biologiska kön, en pojke. Under 1997 genomgick han kirurgi för att åter bli en man. Efter operationen antog han namnet David Reimer.

## De sista åren
David Reimers fall blev internationellt känt när han berättade sin historia för Milton Diamond, en akademisk sexolog som övertalade David att låta honom rapportera om det som inträffat i syfte att avråda andra läkare från att behandla liknande fall på samma sätt.
Strax efter att David berättat sin historia och John Colapinto publicerat en vida spridd historia om fallet i tidningen Rolling Stone i december 1997 publicerade han en bok i ämnet. Trots att boken gjorde David Reimers liv enklare ekonomiskt, så gick andra saker snett. Förutom en skilsmässa från sin fru och stora svårigheter för hans föräldrar, så dog hans tvillingbror av en opoid-överdos. Under 2004 tog David Reimer sitt liv med ett hagelgevär.